# Studenti Tirana
Studenti Tirana – albański klub piłkarski z siedzibą w Tiranie działający w latach 1953–1972.

## Historia
Klubi Sportiv Studenti Tiranë został założony w 1953. Przez wiele lat klub występował w niższych klasach rozgrywkowych.
W 1971 Studenti po raz pierwszy i jedyny awansowało do pierwszej ligi albańskiej. W rozgrywkach albańskiej ekstraklasy Studenti zajęło 15. miejsce i spadło do drugiej ligi. Po spadku klub rozwiązano.

## Sukcesy
- 1 sezon w Kategoria Superiore: 1971-1972.

## Sezony wKategoria Superiore
| Sezon   | Uzyskane Miejsce |
| ------- | ---------------- |
| 1971-72 | 16 (spadek)      |